# Козское озеро (Северная Осетия)
Ко́зское о́зеро (осет. Къозы цад) или Коз — высокогорное озеро ледникового происхождения в Алагирском районе Северной Осетии (Россия).
Лежит на высоте 2792 м над уровнем моря. Размеры озера — 284 на 163 м. Предполагаемая глубина — 20 м. Образовалось между 1975 и 1984 годами за мореной ледника. Вода из озера вытекает по протоке шириной 2 м. На озере наблюдаются айсберги.
Расположено в Зругском ущелье, на восточном склоне горы Козихох — на Двалетском хребте (части Главного Кавказского хребта). В непосредственной близости от озера проходит Российско-южноосетинская граница.
Из озера берёт начало река Козидон, впадающая в реку Земегондон (бассейн Терека).